# Omaña
Omaña és una comarca històrica de la província de Lleó, a la comunitat autònoma de Castella i Lleó. Es tracta d'una comarca històrica sense reconeixement administratiu (l'única comarca reconeguda administrativament en Castella i Lleó és el Bierzo), dintre la comarca de Montaña Occidental. La capital històrica de la comarca és Murias de Paredes.

## Límits
Limita amb les comarques lleoneses de: Babia al nord, Laciana al nord-oest, la Comarca de Luna al nord-est i a l'est; al sud amb Ordás i La Cepeda; i a l'oest amb El Bierzo.

## Municipis
Aquesta formada pels municipis de la conca del riu Omaña, que són els següents:
- Soto y Amío a la part occidental.
- Murias de Paredes.
- Riello.
- Santa María de Ordás.
- Las Omañas.
- Valdesamario.

## Etimologia
El topònim, tradicionalment s'ha considerat que provens del nom que els romans van donar als habitants d'aquesta zona: "homus manium" (home déu), per la seva duresa i resistència.